# Flughafen Koror

i7
i11
i13
Der Flughafen Koror (offiziell englisch Palau International Airport, auch Roman Tmetuchl International Airport, früher Babelthuap/Koror Airport; IATA-Code: ROR, ICAO-Code: PTRO, FAA-LID: ROR) ist der einzige internationale Verkehrsflughafen des Inselstaats Palau im Pazifischen Ozean.
Der im Juni 1964 eröffnete Flughafen hat mehrere Namen. Der Senat von Palau verabschiedete im Mai 2006 eine Resolution, den Flughafen zu Ehren des Politikers und Geschäftsmanns Roman Tmetuchl „Roman Tmetuchl International Airport“ zu benennen. Der Flughafenbetreiber verwendet auf seiner Website den Namen „Palau International Airport“. Die zuständige Luftfahrtbehörde FAA benutzte bis 2023 in ihren Dokumenten die Bezeichnung „Babelthuap/Koror“, bevor sie diese ebenfalls auf „Palau International“ änderte. Gelegentlich wird der Flughafen auch „Airai Airport“ oder „Koror Babeldaob Airport“ genannt.

## Lage
Der Flughafen liegt im Süden der Insel Babeldaob, im palauischen Staat Airai. Koror, das wirtschaftliche Zentrum Palaus, liegt etwa sieben Kilometer südwestlich des Flughafens und kann mit Mietwagen oder Taxi erreicht werden. Die im Norden gelegene Hauptstadt Ngerulmud ist knapp 20 km entfernt.

## Flughafenanlagen

### Bewegungsfläche
Die einzige Start- und Landebahn des Flughafens verläuft in Ost-West-Richtung und hat eine Länge von 2195 Metern. Sie ist für beide Richtungen mit Endbefeuerung (REIL), Pistenrandbefeuerung mittlerer Intensität (MIRL) und Präzisions-Anflug Gleitwinkelbefeuerung (PAPI) ausgerüstet.
Am westlichen Ende der Start- und Landebahn zweigt eine 183 Meter lange Rollbahn nach Südwesten ab, die zum an den Terminal angrenzenden südlichen Vorfeld führt. Dieses hat eine Fläche von etwa 21.500 m² und bietet zwei Ladepositionen für Flugzeuge von der Größe einer Boeing 767, eine weitere Ladeposition für eine Boeing 737 sowie einen Abstellplatz für ein weiteres Flugzeug.
Ein weiteres Vorfeld befindet sich nördlich des westlichen Endes der Landebahn. Es wurde erst Mitte der 2010er-Jahre angelegt, hat eine Fläche von knapp 40.000 m² und bietet vier Parkpositionen für Flugzeuge von der Größe einer B 767. Es soll als Park- und Abstellplatz, für Frachtflugzeuge und für die allgemeine Luftfahrt genutzt werden, nicht aber für das Boarding von Passagierflügen.

### Terminal
Der aus dem Jahr 2003 stammende Terminal wurde ab April 2019 mit einem Kostenaufwand von insgesamt rund 40 Millionen US-Dollar renoviert und durch einen östlich anschließenden Neubau erweitert. Die offizielle volle Eröffnung des neuen Terminals, der für eine Kapazität von jährlich 900.000 Passagieren ausgelegt ist, erfolgte am 8. Mai 2022. Das renovierte ursprüngliche Gebäude dient jetzt ausschließlich der Ankunft der Passagiere, während die Abfertigung der abfliegenden Passagiere im neuen Anbau stattfindet. Der Terminal hat drei Flugsteige, die mit je einer Fluggastbrücke ausgerüstet sind.

## Flugziele und Fluggesellschaften
Von Koror aus erreicht man mit Direktflügen (Stand Februar 2020) Seoul-Incheon (Südkorea), Manila (Philippinen), Guam (Vereinigte Staaten), Yap (Föderierte Staaten von Mikronesien), Tokio (Japan) und Taoyuan (Taiwan).
Im Liniendienst wird der Flughafen von Asiana Airlines, United Airlines, China Airlines und Korean Air bedient (Stand Februar 2020).

## Verkehrszahlen
Das Fluggastaufkommen ist in den ersten anderthalb Jahrzehnten des 21. Jahrhunderts stark angestiegen. Der bisherige Höchststand wurde im Jahr 2015 mit mehr als 366.000 Passagieren erreicht, beinahe das Dreifache der Fluggastzahl von 1999, als knapp 125.000 Passagiere verzeichnet wurden. Als Folge der COVID-19-Pandemie wurde der Flugverkehr von und nach Palau drastisch eingeschränkt, sodass im Jahr 2021 nur noch 13.393 Passagiere den Flughafen nutzten. Seither steigt das Fluggastaufkommen wieder, erreicht aber (Stand 2023) bei Weitem noch nicht das Niveau früherer Jahre.